# Trichoniscoides pitarquensis
Trichoniscoides pitarquensis är en kräftdjursart som beskrevs av Cruz 1993. Trichoniscoides pitarquensis ingår i släktet Trichoniscoides och familjen Trichoniscidae. Inga underarter finns listade i Catalogue of Life.